# 傑伊·卡特勒

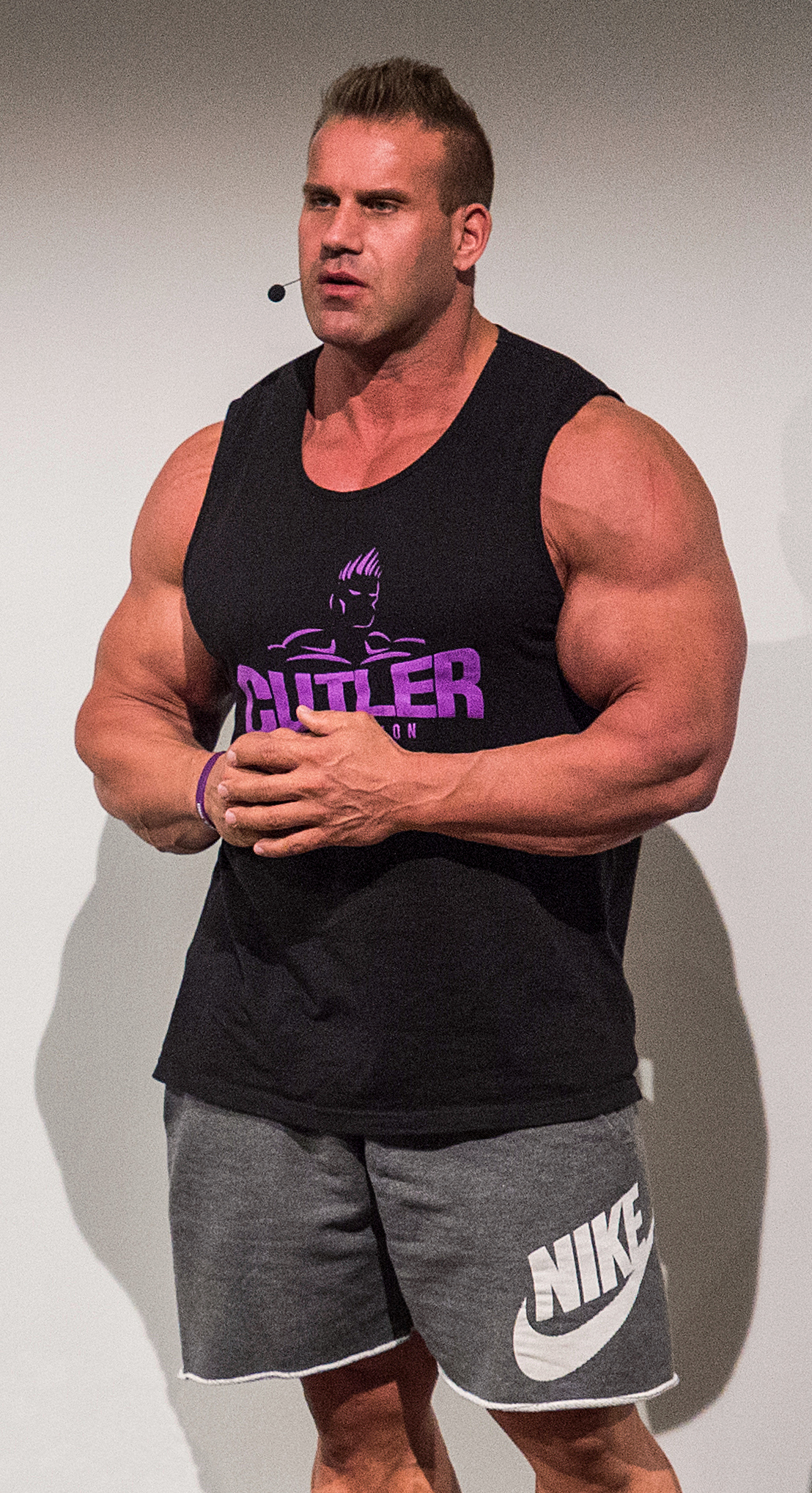

傑伊·卡特勒（英語：Jason Isaac Cutler，1973年8月23日—），美國職業健美運動員，曾於2006、07、09及10年度贏得奧林匹克先生頭銜。

## 早年生活
卡特勒生於麻薩諸塞州中部城市伍斯特，於11歲時在兄長的混凝土建築公司幫手，在18歲開始健身。昆斯加蒙德社區學院（Quinsigamond Community College）畢業後在高度設防監獄裡擔任懲教工作。

## 職業生涯
卡特勒於1992年首次出賽金牌健身房伍斯特健美錦標賽（Gold's Gym Worcester Bodybuilding Championships）並得到第二名的佳績，在2002、03及04年贏得阿諾經典賽冠軍，於奧林匹克先生大賽中4屆排在羅尼·科爾曼之後屈居第二，直到2006年才初嚐冠軍滋味。

## 伸延閱讀
- Jay Cutler's No Nonsense Guide To Successful Bodybuilding ISBN 978-0-9744572-0-8

## 外部連結
- Official website （页面存档备份，存于）
- Jay Cutler在互联网电影资料库（IMDb）上的資料（英文）

| 奧林匹克先生           |                  |
| 前任： 德克斯特·傑克遜 | 繼任： 菲爾·希思 |